# بنه سهراب
بنه سهراب، روستایی از توابع بخش مرکزی شهرستان رامهرمز در استان خوزستان ایران است.
سهراب خان بزرگ طایفه شهماروند بوده که اولین کسی بود که در این نقطه (بنه سهراب فعلی) سکنی گزید
و به مرور دیگر اقوام به این مکان آمدند و روستایی شکل گرفت

## جمعیت
این روستا در دهستان حومه‌غربی قرار دارد و براساس سرشماری مرکز آمار ایران در سال ۱۳۸۵، جمعیت آن ۲٬۰۰۶ نفر (۴۲۱خانوار) بوده‌است.